# Lijst van voetbalinterlands Chili - Schotland (vrouwen)
Deze lijst van voetbalinterlands is een overzicht van alle officiële voetbalinterlands tussen de nationale vrouwenteams van Chili en Schotland. De landen hebben tot nu toe twee keer tegen elkaar gespeeld.

## Wedstrijden
| № | Plaats                | Datum            | Competitie                                     | Wedstrijd         | Uitslag |
| - | --------------------- | ---------------- | ---------------------------------------------- | ----------------- | ------- |
| 1 | Brasilia              | 18 december 2013 | International Women's Football Tournament 2013 | Chili − Schotland | 4 − 3   |
| 2 | San Pedro del Pinatar | 5 april 2019     | Vriendschappelijk                              | Chili − Schotland | 1 − 1   |

## Samenvatting
| Competitie                                | Totaal gespeeld | Winst Chili | Gelijk | Winst Schotland | Doelsaldo Chili – Schotland |
| ----------------------------------------- | --------------- | ----------- | ------ | --------------- | --------------------------- |
| International Women's Football Tournament | 1               | 1           | 0      | 0               | 4 − 3                       |
| Vriendschappelijk                         | 1               | 0           | 1      | 0               | 1 − 1                       |
| Totaal                                    | 2               | 1           | 1      | 0               | 5 − 4                       |